# Дино Рађа
Дино Рађа (Сплит, 24. април 1967) је бивши југословенски и хрватски кошаркашки репрезентативац, освајач две олимпијске медаље, вишеструки клупски првак Европе и успешан НБА играч. Висок је 211 cm, а играо је на позицији центра или крилног центра.
Каријеру је почео у сплитској Југопластици за коју је играо до 1990. Са тим клубом је доминирао освојивши две титуле европских клупских првака за редом. Одабран је 1989. године на НБА драфту као 40. пик од стране Бостон селтикса, али није одмах отишао у САД, него је још четири сезоне играо у Европи. Након Сплита играо је три сезоне у Италији за Рому. У НБА лиги играо је четири сезоне за Бостон, уз просек од 16,7 поена и 8,4 скока по утакмици. Након НБА каријере поново је играо у Европи где је био члан Панатинаикоса, Задра, Олимпијакоса, Цибоне а каријеру је завршио тамо где је и започео, у екипи Сплита.
Са репрезентацијом Југославије је освојио Светско јуниорско првенство (1987), два Европска првенства (1989. и 1991), олимпијску сребрну медаљу у Сеулу 1988 као и бронзу на ЕП 1987. Као члан хрватског националног тима освојио је сребрну медаљу на ОИ у Барселони 1992, а има и бронзане медаље са два Европска и једног Светског првенства.

## Каријера

### Сплит
Као јуниор Југопластике Рађа је двапут освојио титулу првака Југославије. Први пут у Херцег Новом, а други пут у Краљеву. Први пут је у записнику сениорске екипе “Жутих” био 9. фебруара 1983. Тренер је био Зоран Грашо, Задар је у Јазинама победио Југопластику 94:90, а Рађа је тада имао 15 година и 9 месеци. Носио је дрес с бројем 13. Касније ће четрнаестица постати његов заштитни знак. Прве поене у првенству Југославије Рађа је забележио 15. децембра 1984. на утакмици 9. кола у којој је Партизан у Београду победио Југопластику 94:88. Осим Граше, накратко га је у Југопластици тренирао и Крешимир Ћосић. Од сезоне 1985/86. Рађа је постао стандардан првотимац Југопластике. Тренер је био Славко Трнинић, али је он након серије пораза дао оставку, а на његово место дошао је Зоран Славнић. Након одласка Зорана Славнића на клупу Југопластике дошао је нови тренер, Божидар Маљковић, дотадашњи помоћни тренер Црвене звезде. Маљковић је касније постао најтрофејнији тренер у историји Југопластике. Рађа је био изузетно важан играч Југопластикине најбоље генерације у историји клуба. Освојио је титуле првака Југославије 1988, 1989. и 1990, двапут је био првак Купа шампиона (1989, 1990), и једном освајач југословенског купа (1990). Док је играо за Сплићане, Рађу су одабрали Бостон селтикси на НБА драфту 1989. као 40 пика.

### Рома
Рађа је након сезоне 1989/90. одлучио отићи из Сплита, и потписао је за италијанску Рому. Играо је за њих три сезоне, био најскупљи кошаркаш у Европи, имао је уговор чија је вредност била три пута виша од дотад најскупљег уговора једног кошаркаша у Италији. Рађа је потписао петогодишњи уговор с римским клубом вредан готово 18 милијарди лира, у доларима око 15 милиона долара. У три сезоне у Риму Рађа је освојио тек један трофеј: Куп Радивоја Кораћа 1992. Лош тренерски рад у клубу и лоша селекција играча учинили су своје. У трећој сезони Рађиног боравка у Риму у клубу је био готово па распад система, једва су остали у лиги, а било је и потешкоћа с финансијама. Рађа је имао још две године уговора, али је понудио раскид и рекао да би отишао у Селтиксе, а челници клуба су то прихватили.

### Бостон
У јулу 1993. Рађа је званично постао члан Бостон селтикса, потписавши са клубом трогодишњи уговор. У својој првој сезони је уврштен у најбољу другу петорку новајлија (заједно са Кукочем), а једном је проглашен за рукија месеца, за новембар 1993. У првој сезони Рађа је у 80 утакмица просечно бележио 15,1 поен и 7,2 скокова, имао је 17 „дабл-дабл” учинака. Највише поена те сезоне дао је Лос Анђелес лејкерсима и Филаделфији, и једнима и другима дао је 36 – то су му и рекорди каријере у НБА лиги.
Друге сезоне је био још бољи, али је због повреде паузирао на 16 утакмица, а те сезоне био је уз Доминика Вилкинса најбољи играч Селтикса. Имао је просек од 17,2 поена и 8,7 скокова уз 19 „дабл-дабл” учинака, а његови Селтикси пласирали су се у плејоф где су као осмопласирана екипа у Источној конференцији испали са 3-1 од првопласираних Орландо меџика, који су касније играли НБА финале. Колико су Селтикси у то време били слаби довољно говори и податак да су се након тог НБА плејофа 1995. у идући пласирали тек 2002. Скор Селтикса за време Рађине четири НБА сезоне: 32-50, 35-47, 33-49, 15-67 (најгори скор Селтикса у историји клуба).
Тако је плејоф 1995. било једино Рађино играње у плејофу, у 4 утакмице имао је просек од 15 поена и 7 скокова. Те сезоне у регуларном делу Рађа је бриљирао против Орланда, највише поена је дао Хјустон рокетсима (31), затим Орланду 30, Орланду 29, Њујорк никсима 29, Орланду 29, Орланду 27 те Сијетл суперсониксима 28 и Детроит пистонсима 26.
У трећој НБА сезони Рађа је играо изванредно, али је због повреде одиграо тек 53 утакмице. Имао је просек од 19,7 кошева и 9,8 скокова уз 27 „дабл-дабл” учинака. У трећој сезони највише поена дао је Индијана пејсерсима (33), Торонто репторсима дао је 31, Сакраменто кингсима 31, Детроит пистонсима 29, Атланта хоксима 28, Далас мавериксима 28, Лос Анђелес лејкерсима 28, Мајами хиту 27, Ванкувер гризлисима 26, Индијана пејсерсима 26.
Рађа је у својој последњој, четвртој НБА сезони одиграо тек 25 утакмица уз просек од 14 поена и 8,4 скока уз 7 „дабл-дабл” учинака. Те сезоне највише је поена дао Вашингтон булетсима (26).
Укупно је у НБА лиги одиграо 224 утакмице, био је стартер 172 пута уз просек од 16,7 поена и 8,4 скока за 32,6 минута по утакмици. Остварио је 70 „дабл-дабл” учинака, а рекорд каријере од 20 скокова забележио је против Торонто репторса 11. децембра 1996. у утакмици с три продужетка коју је Бостон на домаћем терену добио 115:113. Рађа је играо 54 минуте, али је имао катастрофалан шут из игре 5/18.
Рађа је у петак 20. јуна 1997. мењан у Филаделфија 76ерсе за Кларенса Вотерспуна и Мајкла Кејџа. Али неколико дана касније, у уторак навече, 24. јуна, 76ерси су објавили да Рађа није прошао лекарски преглед тако да је замена отпала и поништена је. И пре него је замена обављена тренер 76ерса Лери Браун је изразио забринутост за Рађино лево колено, које је оперисано 8. јануара 1997. и није се довољно опоравило.

### Повратак у Европу
Рађа се након четири НБА сезоне у лето 1997. вратио у Европу и потписао за грчки Панатинаикос. За њих је одиграо две сезоне (1997-1999), освојио две титуле првака Грчке. За време играња за ПАО догодио му се невероватан инцидент. Наиме Рађа је након једне утакмице, кад је стао у одбрану тренера Суботића, ударио једног агресивног и безобразног навијача. Показало се да је то био Димитри Јанакополуос, чији је отац Павлос био власник Панатинаикоса.
Након две сезоне у Грчкој, Рађа се вратио у Хрватску, потписао је за Задар. У једној сезони коју је одиграо за Задар освојен је Куп Крешимира Ћосића и изгубљено је финале хрватског првенства.
Након Задра Рађа се опет враћа у Грчку, овај пут у Олимпијакос. Након једне сезоне у Олимпијакосу уследила је једномесечна епизода у Цибони у сезони 2001/02, одиграо је тек 5 утакмица за Цибону (3 утакмице у Евролиги и 2 у Јадранској лиги), а величанствена каријера завршена је тамо где је све почело, у дресу Сплита, за њих је потписао у јануару 2003, а на крају сезоне освојен је титула првака Хрватске у сезони 2002/03.

## Репрезентација
Рађа је прву службену утакмицу за репрезентацију Југославије одиграо на Европском првенству 1987. у Грчкој где су „плави” под тренерском палицом Крешимира Ћосића освојили бронзану медаљу.
Од 1987. до 1991. Рађа је играо на свим такмичењима за репрезентацију Југославије, осим СП 1990. када је дан уочи почетка првенства сломио ногу. За хрватску кошаркашку репрезентацију освојио је четири медаље (сребро ОИ 1992, бронза ЕП 1993, бронза СП 1994. и бронза ЕП 1995).

## НБА статистика

### Регуларна сезона
| Сезона   | Екипа    | ОУ  | СУ  | МПУ  | ПШ%  | 3П%  | СБ%  | СПУ | АПУ | УПУ | БПУ | ППУ  |
| -------- | -------- | --- | --- | ---- | ---- | ---- | ---- | --- | --- | --- | --- | ---- |
| 1993/94. | Бостон   | 80  | 47  | 28.8 | .521 | .000 | .751 | 7.2 | 1.4 | 0.9 | 0.8 | 15.1 |
| 1994/95. | Бостон   | 66  | 48  | 32.5 | .490 | .000 | .759 | 8.7 | 1.7 | 0.9 | 1.3 | 17.2 |
| 1995/96. | Бостон   | 53  | 52  | 37.4 | .500 |      | .695 | 9.8 | 1.6 | 0.9 | 1.5 | 19.7 |
| 1996/97. | Бостон   | 25  | 25  | 35.0 | .440 | .000 | .718 | 8.4 | 1.9 | 0.9 | 1.9 | 14.0 |
| Каријера | Каријера | 224 | 172 | 32.6 | .497 | .000 | .735 | 8.4 | 1.6 | 0.9 | 1.3 | 16.7 |

### Плејоф
| Сезона | Екипа  | ОУ | СУ | МПУ  | ПШ%  | 3П% | СБ%  | СПУ | АПУ | УПУ | БПУ | ППУ  |
| ------ | ------ | -- | -- | ---- | ---- | --- | ---- | --- | --- | --- | --- | ---- |
| 1995   | Бостон | 4  | 3  | 38.3 | .400 |     | .714 | 7.0 | 2.3 | 1.0 | 1.3 | 15.0 |

## Успеси

### Клупски
- Југопластика:
  - Куп европских шампиона (2): 1988/99, 1989/90.
  - Првенство Југославије (3): 1987/88, 1988/89, 1989/90.
  - Куп Југославије (1): 1990.
  - Првенство Хрватске (1): 2002/03.
- Рома:
  - Куп Радивоја Кораћа (1): 1991/92.
- Панатинаикос:
  - Првенство Грчке (2): 1997/98, 1998/99.
- Задар:
  - Куп Хрватске (1): 2000.

### Појединачни
- Идеални тим новајлија НБА — друга постава: 1993/94.
- Најкориснији играч Ф4 турнира Евролиге (1): 1988/89.
- Најкориснији играч финала Првенства Грчке (1): 1997/98.
- 50 особа које су највише допринеле Евролиги

### Репрезентативни
- Олимпијске игре

 Сеул 1988 -  СФРЈ
 Барселона 1992 -  Хрватска
- Светско првенство у кошарци

 Торонто 1994 -  Хрватска
- Европско првенство у кошарци

 Атина 1987 -  СФРЈ
 Загреб 1989 -  СФРЈ
 Рим 1991 -  СФРЈ
 Немачка 1993 -  Хрватска
 Атина 1995 -  Хрватска